# Драгутин Прица
Драгутин Прица (Свети Јурај, Сењ, 5. новембар 1867 — Опатија, 14. јун 1960) је био аустроугарски, a касније и југословенски адмирал. По националности је био Србин, православне вере.

## Биографија
Рођен је 5. новембра 1867. године у месту Свети Јурај надомак Сења, од оца Максима и мајке Ксеније Будисављевић. По националности је Србин.
Подморску војну академију завршио је у Ријеци (1881—1885). По завршетку академије на служби у Аустроугарској морнарици у чину кадета друге класе.  Од 1898. до 1899. године био је командант морнарског одреда у Пекингу за заштиту посланства. Премештен 1900. у штаб команданта ескадриле у источној Азији и учествовао у рату у Кини. На тој дужности задржао се до 1901. године. У Војно министарство Аустроугарске царевине премештен 1902. године. До 1905. био је у оделењу за морнарицу на разним дужностима. За Начелник штаба лучког адмиралитета у Пули постављен 1913. године. На тој дужности ће га задесити Први светски рат. У рату је командант бојног брода Принц Еуген. Пред крај рата 1917. именован за команданта обалске команде у Трсту. Први пут пензионисан 1918. године на лични захтев. Стављен на располагање Народном већу Словенаца, Хравата и Срба. и 31. октобра исте године постављен је повереника министра за морнарицу. Након формирања Краљевине СХС, реактивиран и примљен у новоформирану војску 23. маја 1919. године. Организовао је дирекцију речног саобраћаја и био је делегат Југословенске морнарице на арбитражи бродова у Бечу, Паризу и Будимпешти. Такође је био делегат на конференцији Друштва Народа за транзит у Барселони, и у комисији за технички режим дунавских вода у Минхен и Дрездену. Од 26. јула 1922. до 15. априла 1923. био је референт за извршење Санта Маргаритских Конвенција. Од 16. априла до 15. маја 1923. био је командант специјалних јединица морнарице, и у ађутантури именован за личног пратиоца краљице Марије. Истовремено до 29. јула 1923. био је командант Команде Боке Которске. За маршала двора именован 31. августа 1923. године на ту функцију међутим по том указу се није поступило те он остао на располагању до 20. октобра исте године. Дана 21. октобра именован за ађутанта краља Александра I. Учествовао у церемонији крштења престолонаследника Петра и заједно са војводом Степом Степановићем унео је колевку  краљевим сином у дворску капелу на крштење.  Након овог догађаја постаје Командант морнарице и на том положају остао је до пензионисања. Од 12. октобра 1927. године именован је почасним краљевим ађутантом. Пензионисан је по молби 18. октобра 1929. године. Председник Ротари клуба Београд од 1931. до 1932. године.
Преминуо је 14. јуна 1960. године у Опатији. Његова супруга је била из породице Будисављевић и преко ње је био у сродству са Јованком Броз.

## Официрско напредовање и одликовања
Унапређен је у чин: контра-адмирала 1. октобра 1918; вице адмирала 21. октобра 1923; и адмирала 6. септембра 1929. године.
Одликован је Орденом Белог орла, Орденом Светог Саве, Орденом Карађорђеве звезде са мачевима, Гвозденим крстом, Орденом Гвоздене круне, Орденом Свете Ане и многим другим.